# Vollkommener Kapitalmarkt
Das Modell des vollkommenen Kapitalmarkts beschreibt in der neoklassischen Kapitalmarkttheorie einen auf Annahmen beruhenden Kapitalmarkt, den es in dieser Form in der Realität nicht gibt.

## Allgemeines
Der vollkommene Kapitalmarkt ist zurückzuführen auf die Theorie des vollkommenen Marktes in der Volkswirtschaftslehre, dessen Prämissen bei der Konstruktion eines vollkommenen Kapitalmarkts übernommen werden können, denn der Kapitalmarkt stellt einen Teilmarkt des Marktes wie der Gütermarkt dar. 
Sowohl die Klassiker als auch die neoklassische Kapitalmarkttheorie gehen zunächst vom idealtypischen Zustand vollkommener Kapitalmärkte aus. In der Realität liegt jedoch aufgrund von Transaktionskosten, Informationsasymmetrien, begrenzt rationalem Verhalten, Liquidationskosten und nicht risikodiversifizierten Portfolios eine Kapitalmarktunvollkommenheit vor. Auch wenn es in der Realität keinen vollkommenen Kapitalmarkt gibt, so ist das Konzept des vollkommenen Kapitalmarkts doch geeignet, Zusammenhänge deutlich zu machen und Erkenntnisse zu gewinnen.

## Marktstruktur
Der Kapitalmarkt ist derjenige Teilmarkt des Finanzmarktes, auf dem der mittel- und langfristige Kapitalbedarf auf das Kapitalangebot trifft. Marktteilnehmer sind Unternehmen des Finanzwesens, insbesondere Börsen, Finanzkonglomerate, institutionelle Anleger, Kreditinstitute, Privatanleger, Versicherer sowie Unternehmen des Nichtbankensektors. Handelsobjekte sind Finanzinstrumente, Finanzierungsinstrumente oder Finanzprodukte. Der Preis auf dem Kapitalmarkt wird Kapitalmarktzins genannt.

## Prämissen
Der vollkommene Kapitalmarkt bezeichnet im Rahmen des Rationalverhaltens einen fiktiven Markt, der folgende Merkmale aufweist:
- Alle Marktteilnehmer treffen ihre individuellen Entscheidungen aufgrund der gleichen, allgemein bekannten Erwartungen über die Zukunft (Erwartungswert, Varianz, Kovarianz).
- Zwischen Anbietern und Nachfragern bestehen auf den folgenden Ebenen keine Präferenzen:
  - persönlich (etwa durch Werbung),
  - zeitlich (Öffnungszeiten),
  - sachlich (Servicelevel),
  - räumlich (Standortvorteile, Punktmarkt)[5][6].
- Vollkommene Markttransparenz,[7][8] denn sämtliche Informationen stehen allen Marktteilnehmern gleichzeitig, sofort und kostenlos zur Verfügung.
- Es gibt deshalb keine Transaktionskosten und auch keine Informationskosten.[9]
- Homogenität (genormte Produktqualität und Standards der Handelsobjekte).[10]
- Die Handelsobjekte sind beliebig infinitesimal teilbar.[11] Kredite, Kapital, Geld oder Refinanzierung stehen in unbegrenzter Höhe zu jedem Zeitpunkt zur Verfügung.
- Zwischen Eigen- und Fremdkapital wird nicht unterschieden, wodurch es folglich nur einen einheitlichen und gleich bleibenden Marktzins gibt und die Marktteilnehmer als sich als Mengenanpasser verhalten.
- Sofortige Anpassung aller Marktteilnehmer auf Änderungen der Marktdaten. Die Marktteilnehmer können schnell auf Änderungen von Marktvolumen und Marktpreis reagieren, da es keine Zeitverzögerungen (englisch time lags) gibt.
- Gewinnmaximierung bei Unternehmen, Nutzenmaximierung bei Privathaushalten.
- Zwischen den Anbietern herrscht vollständige Konkurrenz.
- Der vollkommene Kapitalmarkt ist ein räumlicher und zeitlicher Punktmarkt.

Aus diesen Bedingungen folgt, dass ein gleichgewichtiger vollkommener Kapitalmarkt keine Möglichkeit der Arbitrage bietet, er ist arbitragefrei. Nicht alle Autoren schließen sich der Gesamtheit dieser Prämissen an, sondern bevorzugen lediglich einige hiervon; die Aufzählung erfolgt der Vollständigkeit halber. Von einem unvollkommenen Kapitalmarkt (auch imperfekter Kapitalmarkt genannt) spricht man folglich, wenn mindestens eine der vorangegangenen Annahmen nicht erfüllt ist.

## Anwendung
In Betriebs- und Volkswirtschaftslehre wird für verschiedene Theorien oder Modelle ein vollkommener Kapitalmarkt unterstellt. So beispielsweise erklärt das Capital Asset Pricing Model (CAPM) für die an einem semi-vollkommenen Kapitalmarkt gehandelten Wertpapiere den Zusammenhang zwischen der erwarteten Rendite und dem Renditerisiko im Kapitalmarktgleichgewicht. Auch Arbitrage Pricing Theory, das Modigliani-Miller-Theorem und die Investitionstheorie bedienen sich der Prämissen eines vollkommenen Kapitalmarkts. Zudem findet in der makroökonomischen Analyse dieses Konstrukt Verwendung wie zum Beispiel in der monetären Wechselkurstheorie des Rudiger Dornbusch und der Ricardianischen Äquivalenz. 
Wird die Annahme sicherer Erwartungen zu Gunsten von Unsicherheit aufgegeben, entstehen insbesondere Modelle, die sich aus dem Vorhandensein asymmetrischer Informationsverteilung ergeben. Bekannt geworden ist vor allem das von George A. Akerlof untersuchte Lemons-Problem, das auch auf Kapitalmärkte übertragbar ist. Allgemein bekannt ist in diesem Zusammenhang der Vorgang der Preisdifferenzierung. Dieser findet in realen Kapitalmärkten beispielsweise bei Kreditkonditionen Anwendung, die an das Rating durch Ratingagenturen gekoppelt werden.

## Unvollkommene Kapitalmärkte
Unter der Voraussetzung sicherer Erwartungen sind unterschiedliche Soll- und Habenzinssätze der bedeutendste Fall für Marktunvollkommenheiten. Investition und Finanzierung sind dann nicht mehr beliebig austauschbar, sondern mit zusätzlichen Kosten verbunden, ebenso können verschiedene Alternativen zu unterschiedlichen Zahlungsströmen und damit von der Marktverzinsung abweichenden Renditen führen. Weiterhin können Transaktionskosten und der Einfluss der Nachfrageseite auf die Preisgestaltung modelliert werden.
Die Unvollkommenheit des Kapitalmarktes liefert ein wichtiges Argument für die Erklärung der Existenz von Banken, denn  
- es gibt keinen gleichen Marktzutritt für alle Marktteilnehmer,
- nicht handelbare Finanzinstrumente müssen in den Büchern der Bank verbleiben,
- es gibt Verhaltensrisiken im Kreditgeschäft sowie innerhalb der Bank und
- Steuern haben eine verzerrende Wirkung auf die Bankpreise.